# Petit-Verly

Petit-Verly este o comună în departamentul Aisne din nordul Franței. În 1 ianuarie 2022 avea o populație de 156 de locuitori.